# Château de Bossenstein
Le château de Bossenstein est un château situé dans le village belge de Broechem (Région flamande) faisant partie de l'entité de Ranst.

## Le château

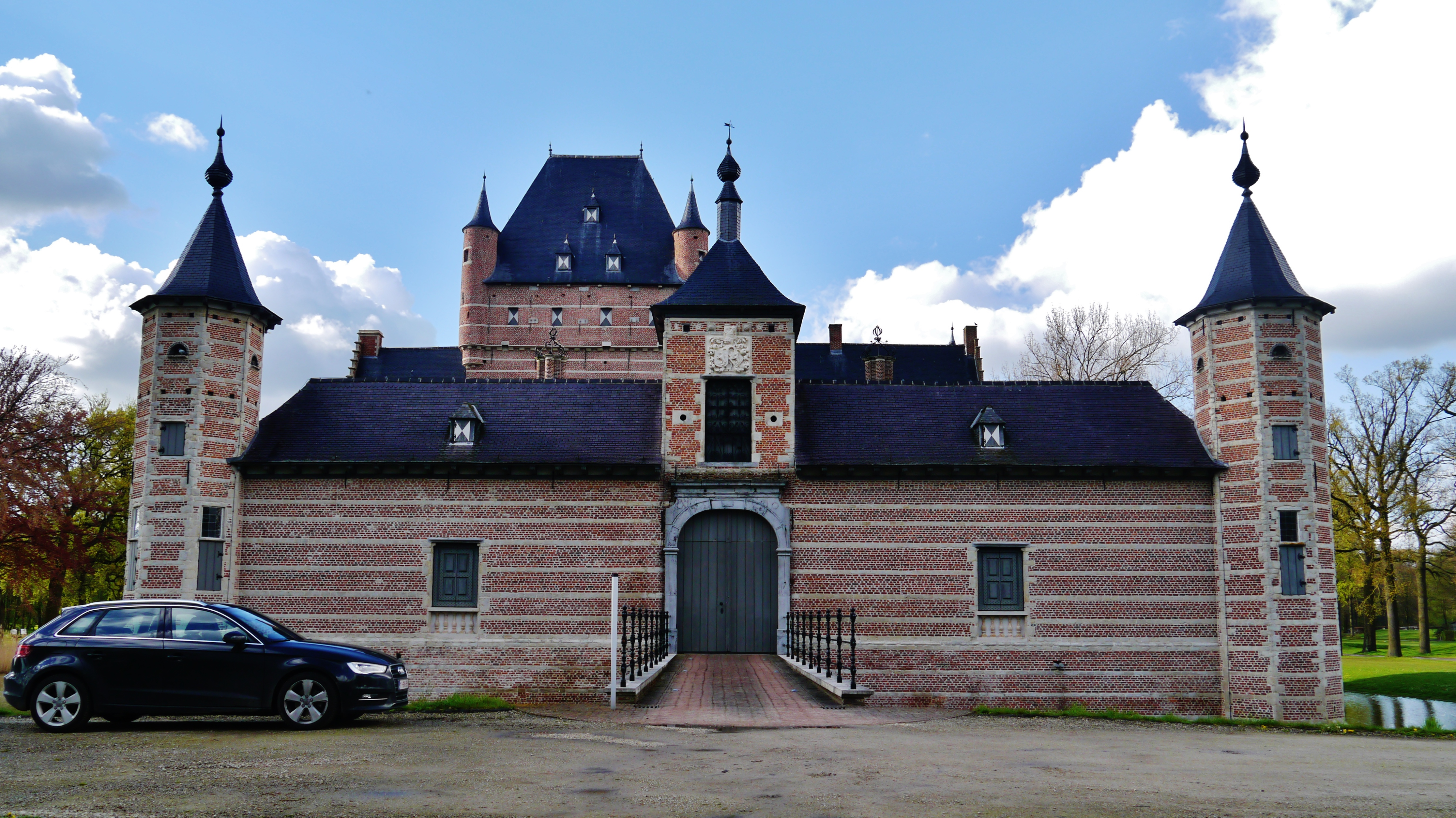
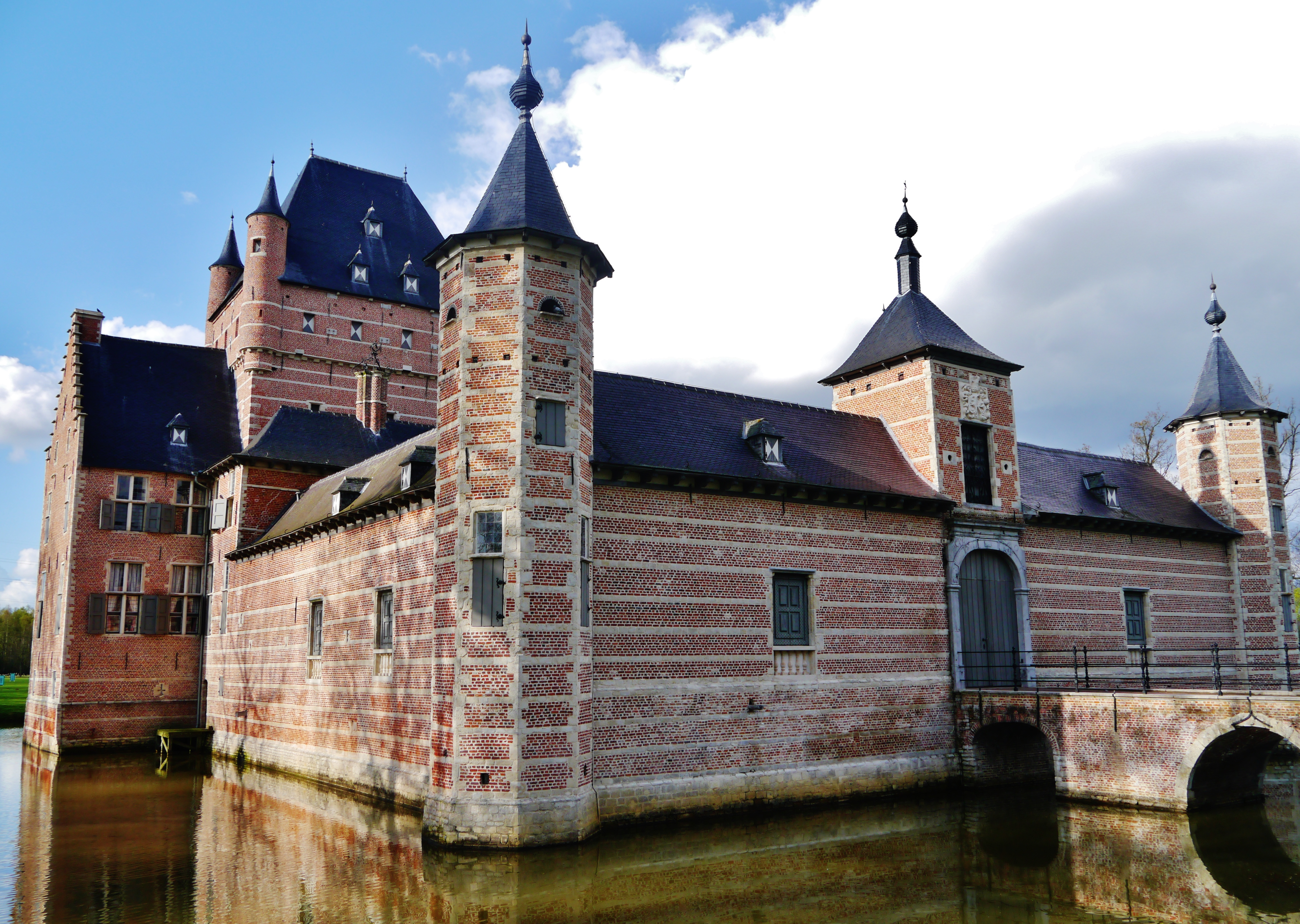
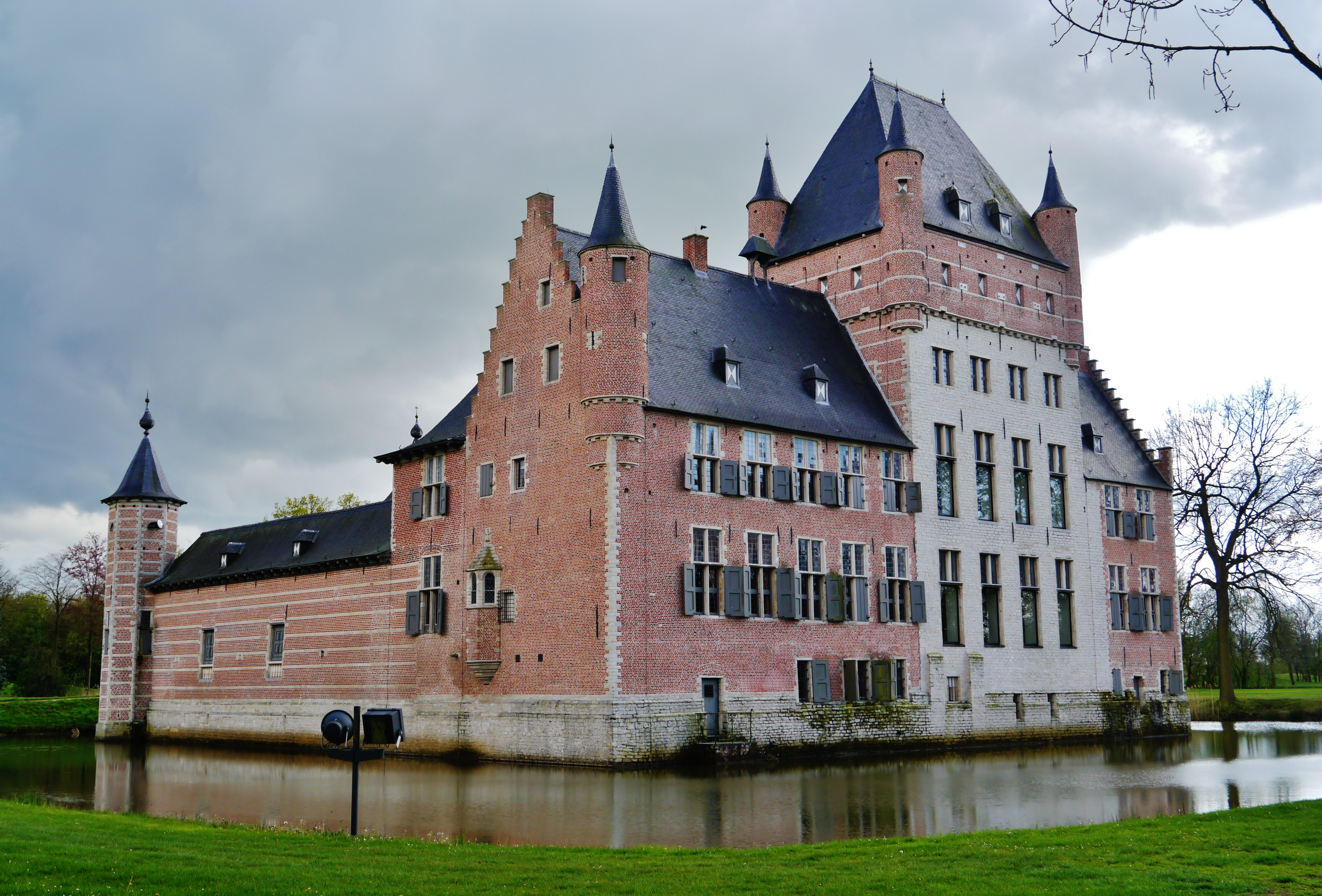